# Mucor psychrophilus
Mucor psychrophilus är en svampart som beskrevs av Milko 1971. Mucor psychrophilus ingår i släktet Mucor och familjen Mucoraceae.   Inga underarter finns listade i Catalogue of Life.